# 15 cm sIG 33 auf Fahrgestell Panzerkampfwagen II (Sf)
O 15 cm sIG 33 auf Fahrgestell Panzerkampfwagen II (Sf), às vezes referido com Sturmpanzer II Bison, foi uma artilharia autopropulsada alemã utilizada durante a Segunda Guerra Mundial.
O 15cm sIG 33 (Sf) auf Panzerkampfwagen I Ausf B, que participou da Invasão da França em 1940, mostrou ser muito pesado para seu chassi, além de ser extremamente alto. Seu canhão, o 15 cm sIG 33, foi acoplado ao chassi do Panzer II em uma tentativa de diminuir sua altura, assim surgindo o protótipo do 15 cm sIG 33 auf Fahrgestell Panzerkampfwagen II (Sf).
Doze foram construídos até o final de 1941. No início de 1942, eles foram enviados para atuar no Norte da África.